# LNG电子竞技俱乐部
苏州LNG电子竞技俱乐部（英語：Suzhou LNG Esports，简称LNG，原Snake Esports）是一家成立于中华人民共和国重庆的英雄联盟职业电子竞技俱乐部。俱乐部目前在英雄联盟职业联赛（LPL）的主场为位于苏州的“阳澄国际电竞馆”。

## 历史
2019年5月21日，Snake Esports宣布已被运动服装公司李宁收购，并更名为LNG Esports。上单李炫君（ID：Flandre）、打野黎光维（ID：SofM）、中单黄琛（ID：Fenfen）、下路卢麒（ID：Asura）以及辅助胡建鑫（ID：Maestro）留队。为了完善大名单，LNG分别签下了Griffin的中单裴浩英（ID：Plex）以及VG的辅助段德良（ID：Duan）。
2019年末，LNG宣布了人员变动，SofM、Plex、Fenfen和Maestro相继转会，他们签下了打野熊宇龙（ID：Xx）、新秀辅助廖顶洋（ID：Iwandy）以及台湾老将中单黄熠棠（ID：Maple）。LNG也从学院队提拔上来了下路选手王光宇（ID：Light）。另外LNG将原有的主场从重庆迁址到苏州，有利于提升网络连接。
LNG在2021年LPL春季常规赛中排名第十，并有资格进入季后赛第一轮，他们在季后赛中被苏宁横扫。LNG在夏季赛中表现更强劲，在常规赛中排名第八，并以意想不到的的胜利击败了几支排名更靠前的队伍。然而，LNG的夏季季后赛在第四轮(即半决赛)被EDG电子竞技俱乐部(Edward Gaming)击败而结束，LNG在春季和夏季的整体排名为他们赢得了LPL冒泡赛的资格，在那里他们击败了RA和Team WE，获得了英雄联盟2021赛季全球总决赛的资格。在英雄联盟2021赛季全球总决赛小组赛阶段，LNG取得了3胜3负的成绩，最后在加赛阶段输给Mad Lions，无缘接下来的淘汰赛阶段。
LNG在年2022英雄联盟全球总决赛冒泡赛上以2:3输给RNG战队，失去了参加全球总决赛的资格。
在英雄联盟2023赛季全球总决赛四分之一决赛中，LNG0:3不敌T1，止步八强。
在英雄联盟2024赛季全球总决赛瑞士轮阶段，LNG取得了3胜0负的战绩，成功晋级之后的淘汰赛阶段。在10月17日的四分之一决赛中，LNG1:3不敌WBG，止步八强。

## 比赛成绩
| 排名   | 比赛                         | 最终成绩                 |
| ------ | ---------------------------- | ------------------------ |
| 十六强 | 英雄联盟2021赛季全球总决赛   | 0-1（对阵MAD Lions）     |
| 六强   | 2022年英雄联盟职业联赛春季赛 | 0-3（对阵TOP Esports）   |
| 四强   | 2022年英雄联盟职业联赛夏季赛 | 1-3（对阵Edward Gaming） |
| 季军   | 2022年英雄联盟微博杯         | 3-0（对阵EDG.Y）         |
| 六强   | 2023年英雄联盟职业联赛春季赛 | 1-3（对阵Oh My God）     |
| 亚军   | 2023年英雄联盟职业联赛夏季赛 | 2-3（对阵JD Gaming）     |
| 八强   | 英雄联盟2023赛季全球总决赛   | 0-3（对阵T1）            |
| 八强   | 2024年英雄联盟职业联赛春季赛 | 2-3（对阵Weibo Gaming）  |
| 四强   | 2024年英雄联盟职业联赛夏季赛 | 2-3（对阵Weibo Gaming）  |
| 八强   | 英雄联盟2024赛季全球总决赛   | 1-3（对阵Weibo Gaming）  |